# Erszényespele-félék
Az erszényespele-félék (Burramyidae) az emlősök (Mammalia) osztályának az erszényesek (Marsupialia) alosztályágához, ezen belül a diprotodontia rendjéhez tartozó család.
Négy faja csak Ausztráliában őshonos, egy viszont Pápua Új-Guineában és Indonéziában is megtalálható.

## Rendszerezés
A családba az alábbi 2 nem és 5 faj tartozik:
- Burramys – Broom, 1896 – 1 élő faj
  - †Burramys brutyi
  - hegyi erszényespele (Burramys parvus)
  - †Burramys tridactylus
  - †Burramys wakefieldi
- Cercartetus – Gloger, 1841 – 4 faj
  - új-guineai erszényespele (Cercartetus caudatus)
  - nyugati erszényespele (Cercartetus concinnus)
  - tasmán erszényespele (Cercartetus lepidus)
  - hosszúfarkú erszényespele (Cercartetus nanus)